# Ride in the Whirlwind
Ride in the Whirlwind (A través del huracán) es una película estadounidense de 1966 dirigida por Monte Hellman y protagonizada por Jack Nicholson, Millie Perkins y Harry Dean Stanton. Nicholson además escribió la historia y produjo la cinta.

## Sinopsis
Un grupo de vaqueros conformados por Vern (Cameron Mitchell), Wes (Jack Nicholson) y Otis (Tom Filer) pasan la noche en el escondite de una banda de criminales liderada por Blind Dick (Harry Dean Stanton). En la mañana son sorprendidos por una partida de vigilantes, los cuales relacionan a los vaqueros con los criminales y empiezan a perseguirlos noche y día.

## Reparto
- Cameron Mitchell como Vern.
- Millie Perkins como Abigail.
- Jack Nicholson como Wes.
- Katherine Squire como Catherine.
- George Mitchell como Evan.
- Rupert Crosse como Joe.
- Harry Dean Stanton como Blind Dick.
- John Hackett como Winslow.
- Tom Filer como Otis.
- B.J. Merholz como Edgar.
- Brandon Carroll como Quint Mapes.
- Peter Cannon como Hagerman.
- William A. Keller como Roy.